# Luis Hernández
Luis Arturo Hernández Carreón,  född 22 december 1968 i Mexiko,  är en mexikansk före detta fotbollsspelare. 

## Landslagskarriär
Hernández har spelat för Mexikos herrlandslag i fotboll i VM samt i Copa América. I Copa América 1997 kom Mexiko på tredje plats efter att ha vunnit mot Peru med 1-0 i bronsmatchen då Hernández gjorde matchens enda mål och hans sjätte i den turneringen och därmed vann skytteligan med 6 mål. I VM 1998 gjorde Hernández fyra mål. I Copa América 1999 gjorde Hernández tre mål och Mexiko kom även den gången trea. Hernández spelade även VM 2002 men gjorde då inget större väsen ifrån sig.